# برکستاد
برکستاد (به لاتین: Brekstad) یک منطقهٔ مسکونی در نروژ است که در اورلند (نروژ) واقع شده‌است. برکستاد ۱٫۸۷ کیلومتر مربع مساحت و ۲٬۰۶۶ نفر جمعیت دارد و ۶ متر بالاتر از سطح دریا واقع شده‌است.

## نگارخانه

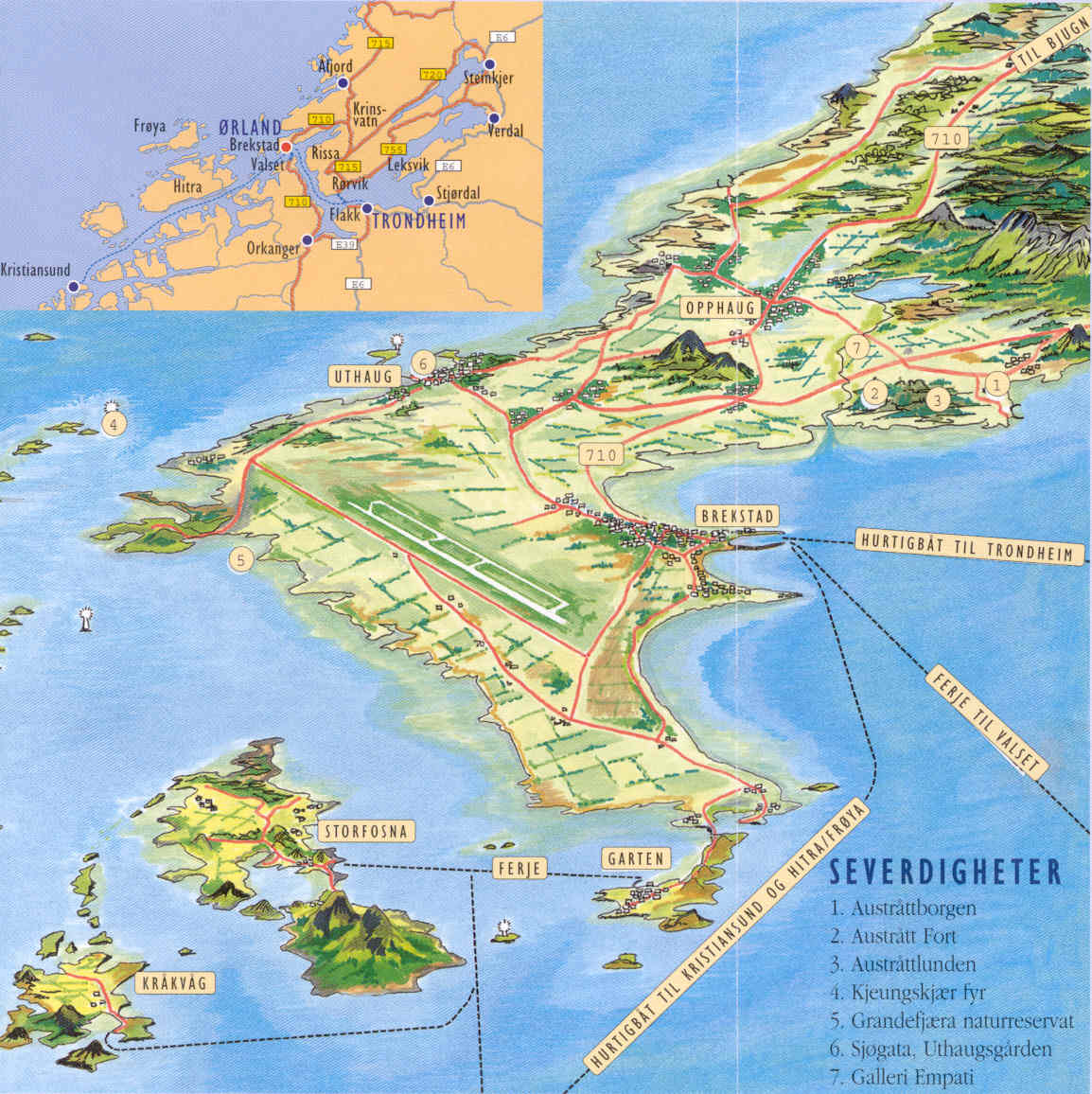
Brekstad area map
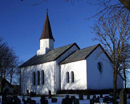
Ørland church
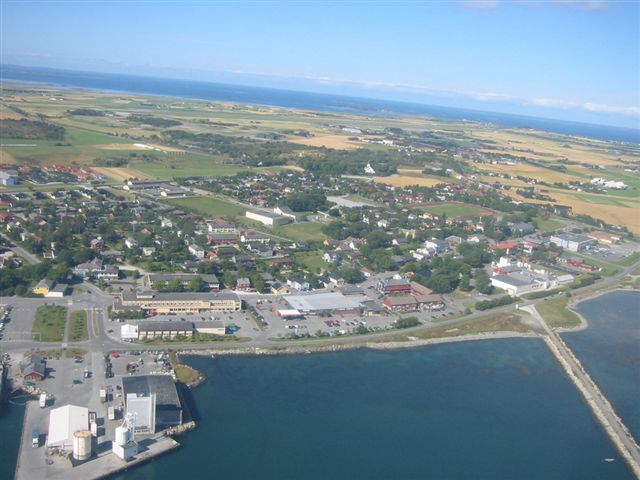
Brekstad, east view
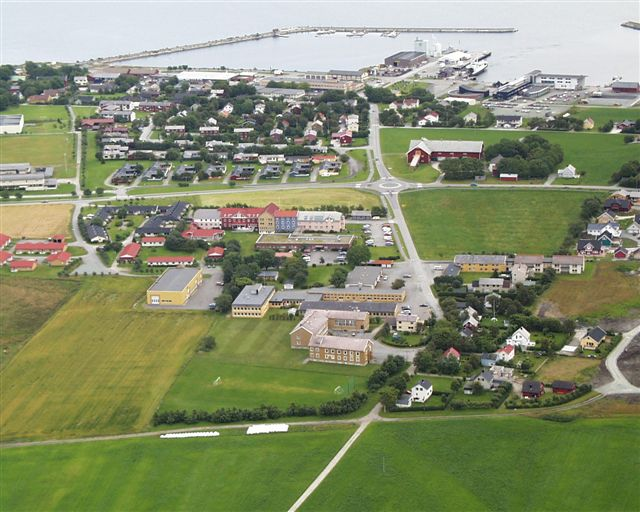
Brekstad, west view